# 上营村
上营村，又称台湾村，是中华人民共和国河南省南阳市邓州市张村镇下辖的行政村，这里有220多人據稱是源自台灣，祖先因明鄭降清而被帶到該處定居，如今則多被認定為高山族。此事在正史和官修志书中沒有記載，主要根據是當地人的家譜。
2003年该村建了一座牌楼，楼的横眉是“台湾村”三个大字，大门两侧的楹联是：“祖启台湾源华夏，宗屯邓穰融九州”。

## 渊源
根據上營村居民的講述和其所藏的家譜，清朝康熙年间，郑成功率部队渡海驅逐荷兰，攻下南台湾作為反清復明基地。郑成功的副将黄廷是福建漢人，在鄭成功死後降清，而台湾阿里山地区（今嘉義淺山一帶）貓地干社土番的“依罗思那”做了黄廷的马夫，并随黄廷的部队来到大陆，此外據傳隨軍台灣原住民還有迪摩達奧、安篤斯且、安達依魯等人。當黃廷部隊到达直隶省境内的卢沟桥时，接到朝廷的命令，要其停止进京，黄廷随即掉转部队向南沿途疏散，黄廷到达邓州境内后，将13营5000兵众安置在这里的5个行政里48个自然村。“依罗思那”留在了官道西侧的下营村。并与当地一个岑姓的姑娘结婚，改名字为陈年，先后生有四子，1682年即康熙二十一年，黄廷奉命率邓州垦兵随施琅再进台湾，“依罗思那”带二子和三子回到台湾，后又返回大陆，终因年迈体衰而未能再回台湾，而其在台後裔搬遷至大林鄉。自此，留在下营的长子陈元珍、四子陈元珠繁衍至今已有13代。
2010年前後有些居民參訪台灣，到阿里山鄒族部落尋根。

## 家族
河南鄧州台灣村目前登記為高山族者有220人，當中姓氏包括：陳、周、林、蔡、黃、張、許、謝等姓氏。各家族皆於近代自編族譜，依據其所撰，陳姓與台灣淵源描述最為詳細，當中紀錄「操閩南語且黥面，訴稱係台灣阿里山土番陳氏族人也。…厥裔聚落今曰陳井寮…。」，依此推測可能與嘉南平原的平埔族洪雅族有相關。若根據其家譜可以得知以下資訊：
| 姓氏 | 先祖名稱   | 族譜修訂年代   | 族譜發現時間 | 祖源社名稱                                                 |
| ---- | ---------- | -------------- | ------------ | ---------------------------------------------------------- |
| 陳   | 依那思羅   | 同治6年(1867)  | 2002         | 貓地干社洪雅族人                                           |
| 周   | 安篤斯旦   | 民國32年(1943) | 2003         | 愷感社布農族人                                             |
| 林   | 依那思羅   | 民國30年(1941) | 2003         | 那竹灣社鄒族人                                             |
| 蔡   | （無紀錄） | 民國32年(1943) | 2004         | 昕善社布農族人                                             |
| 黃   | 毛蘇達拉   | 民國30年(1941) | 2004         | 哈拉灣（Harawan）阿美族人（位於今花蓮縣玉里鎮一帶）        |
| 張   | 毛蘇達丹   | 民國30年(1941) | 2004         | 哈拉灣（Harawan）阿美族人（位於今花蓮縣玉里鎮一帶）        |
| 許   | 安達依魯   | 民國31年(1942) | 2004         | 阿里擺社卑南族人（位於今日的卑南山南麓）                   |
| 謝   | 莫那瓦丹   | 光緒21年(1895) | 2004         | 樸仔籬（Aboan Poalij）噶哈巫族人（位於今臺中市東勢鎮一帶） |

## 人文
台湾村周边还散落着如黄营、杜家营、程营、贾营、大张营、东裴营、西裴营、小尚营等村，这些营统称为闽营，但只有下营村的陈氏家族和上营村的周氏家族是高山族人。这些村民现在的生活与当地汉族融为一体，但某些风俗习惯仍異於河南當地的漢人，而是較接近附近的閩南村落，例如信奉媽祖、喪事的跳棺儀式、稱爺爺為爹，奶奶為嬤。

## 参看
- 台湾原住民族
- 高山族群
- 平埔族群
- 高山族 (中國大陸)
- 民族成份恢復